# Huta w Pankach
Huta w Pankach – huta w Pankach w woj. śląskim, działająca od średniowiecza do 1881 roku.

## Historia
Pierwszy przywilej, zezwalający na wydobycie rudy żelaza i założenie kuźnicy, wydał dla tego obszaru w 1374 roku książę Władysław Opolczyk. Według jednej z wersji beneficjentami byli bracia Pankowie, inna mówi, że kupili oni zakład dopiero w XVI wieku. Znaczący rozwój zakładów w Pankach nastąpił na przełomie XVI i XVII wieku, gdy ich właścicielem został starosta krzepicki Mikołaj Wolski (1605), który otrzymał od króla Zygmunta III Wazy przywilej na wykup hut w swoim starostwie. W latach 1610–1620 wybudowano nowoczesne zakłady, które jednak już pod koniec XVII wieku podupadły, by przeżyć rozkwit po trzecim rozbiorze Polski (pod władzą Prus).

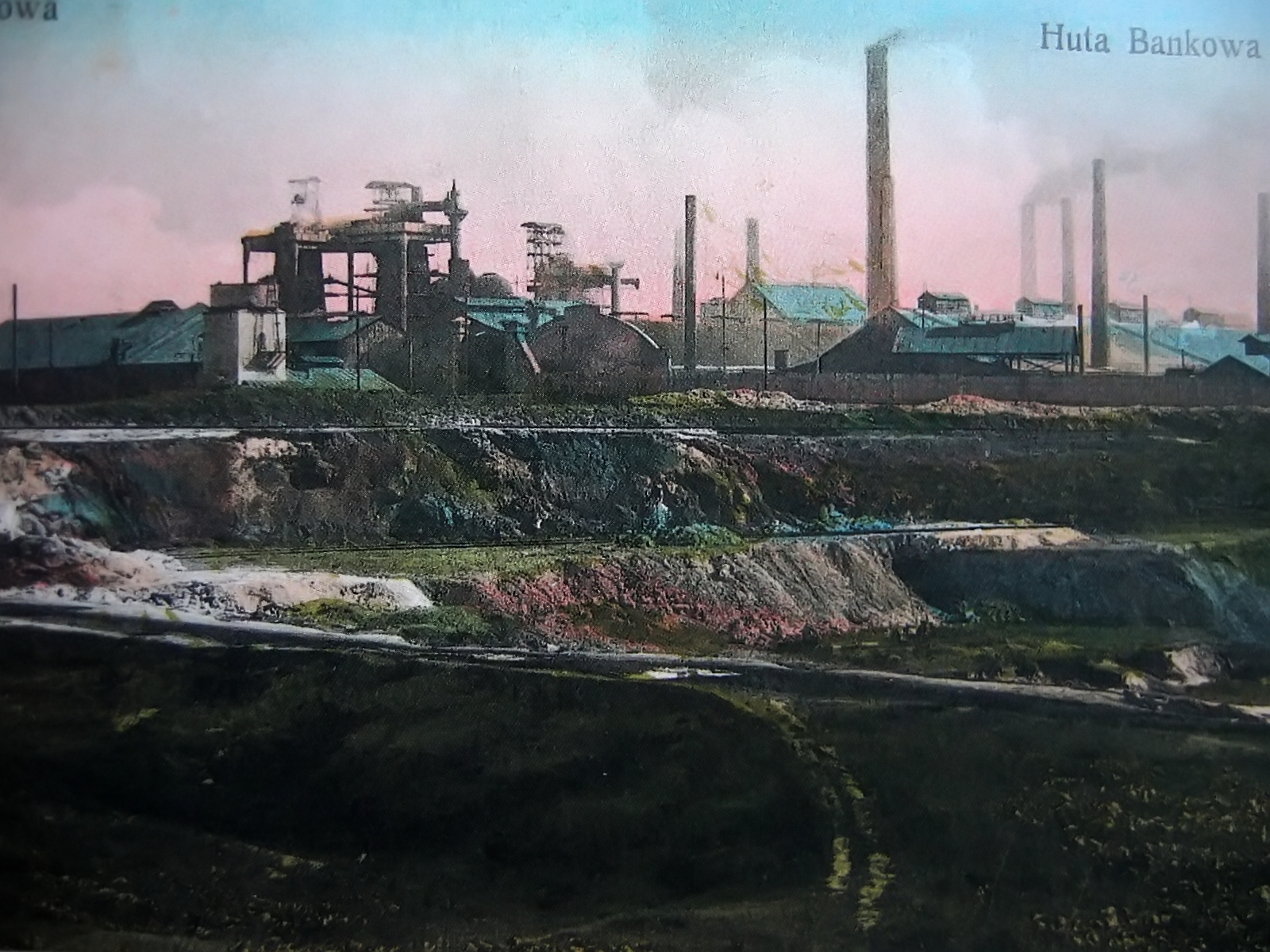
Huta Bankowa w 1910 roku

W 1807 roku hutę przejął rząd Księstwa Warszawskiego. W tym okresie zakład popadł w przejściową stagnację i rozważano jego zamknięcie. Zapobiegł temu Stanisław Staszic, który stwierdził:

...pankowskie zakłady zbudowane zostały wprawdzie nie w najdogodniejszym miejscu, ale są piękne i kosztowne (…), prowadzone są przez ludzi z zagranicy przybyłych biegłych w sztuce górniczej i hutniczej.

W następnych latach Staszic dbał o rozwój zakładu, do którego poza hutą należały okoliczne kopalnie rudy żelaza (głównie odkrywkowe). W 1822 roku wybudowano w hucie nowy piec, który do 1850 roku był najbardziej wydajny w ówczesnej Polsce. Przy hucie działały lazaret i szkoła, a pracownicy byli objęci systemem emerytalnym. W hucie wykonywano m.in. wielkie odlewy na potrzeby budowanej Huty Bankowej.

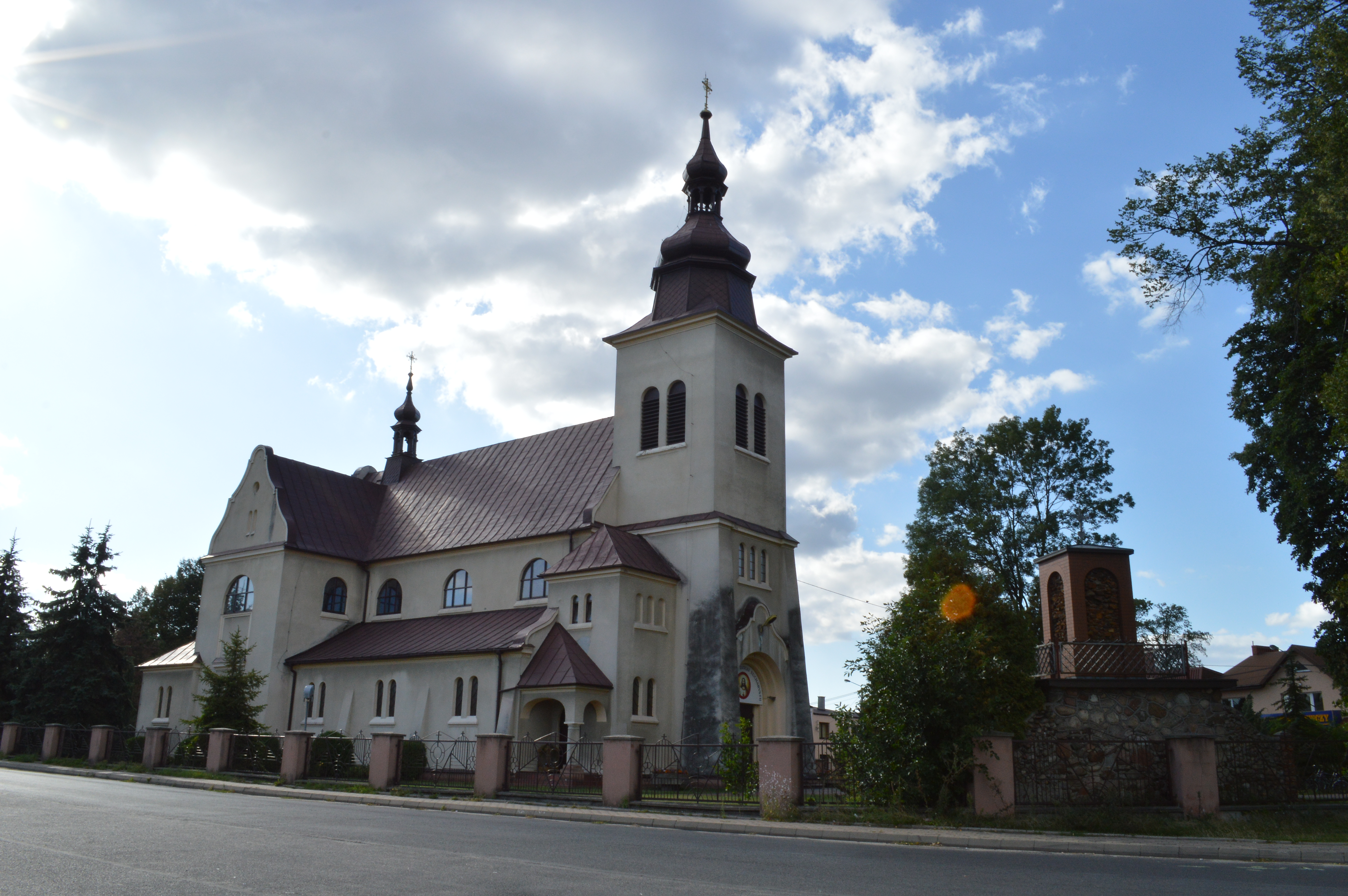
Kościół Świętej Rodziny w Pankach

W czasie powstania styczniowego stacjonował w hucie oddział płk. Teodora Cieszkowskiego, który zasilony został przez kilku robotników. Zakłady zostały ostrzelane przez rosyjskie wojsko, które ścigało oddział powstańczy (bitwa pod Pankami).
Hutę zlikwidowano w 1881 roku, gdy produkcja stała się nieopłacalna, co było związane ze zmianą technologii wytopu stali (zastosowanie węgla kamiennego zamiast węgla drzewnego). Na fundamentach wielkiego pieca zbudowano kościół.